# Ib Jacquet
Pour les articles homonymes, voir Jacquet.
Ib Sigfred Jacquet (né le 12 avril 1956 au Danemark) est un joueur de football danois, qui jouait en tant qu'attaquant.

## Biographie
Il a en tout joué pas moins de 210 matchs et inscrit 81 buts avec le club du Vejle Boldklub. Il est connu pour avoir terminé meilleur buteur du championnat du Danemark lors de la saison 1982 avec 20 buts.
Il a joué deux matchs avec l'équipe du Danemark espoirs.